# Цвіркун Олександр Федорович
Олександр Федорович Цвіркун (англ. Alexander F. Tsvirkun; 6 вересня 1953, Одеса — 14 липня 2019) — український історик, славіст, кандидат історичних наук.

## Біографія
Народився 6 вересня 1953 року в Одесі.
Закінчив у 1980 році історичний факультет Одеського національного університету імені І. І. Мечникова. З 1975 по 2005 рік — лаборант, викладач і доцент Одеського університету. З 2005 року є доцентом в Одеському обласному інституті удосконалення вчителів.
Автор 40 статей в галузях історії південних і західних слов'ян, загальної історії та історії політичних вчень. Дослідник слов'янського питання на сторінках російської періодичної преси в другій половині XIX і на початку XX століття. Популяризатор творчості відомих авторів у російській періодичній пресі, таких як Сергій Южаков і Максим Ковалевський.
Автор 8 підручників.

## Основні публікації
Українською мовою:
- Історія політичних і правових вчень України. Харків., 2008
- Історія вчень про державу і право: Навчальний посібник. — Х.: ТОВ «Одіссей», 2008. — 464 с. (у співавторстві з Н. М. Крестовською)
- Історія України: Посібник для підготовки до зовнішнього незалежного оцінювання. Харків: Одіссей, 2009 (у співавторстві з Н. М. Крестовською і П. П. Музиченко)
- Дистанційний курс. Історія України. Журнал «Аудиторія», Київ, 2010
- Крестовська Н. М., Цвіркун О. Ф. Історія вчень про державу і право: Навчальний посібник. — Х.: ТОВ «Одіссей», 2008. — 464 с. ISBN 978-966-633-774-3

Російською мовою:
- Внешняя политика США в 1898—1914 гг. в оценке русской периодической печати О., 1992. (дисертаційна робота)
- История западных и южных славян. Харьков, 2008
- История Украины. 7 класс. Электронный учебник. Киев.,2005 (у співавторстві з В. O. Савелієм)
- Крестовская Н. Н., Цвиркун А. Ф. История политических и правовых учений: Курс лекций. — Харьков: Одиссей, 2002. — 448 с.
- Цвиркун А. Ф. Некоторые вопросы внешней политики США в 1898—1914 гг. в освещении русской буржуазно-либеральной печати. С. 169—182.